# Heinkel He 112
Хейнкель Хе 112 (нем. Heinkel He 112) — немецкий одноместный одномоторный истребитель периода Второй мировой войны. Представлял собой цельнометаллический моноплан с закрытой кабиной и убирающимся шасси с хвостовым колесом. Спроектирован в КБ фирмы «Эрнст Хейнкель флюгцойгверке» под руководством Зигфрида Гюнтера и Вальтера Гюнтера. Опытный самолет совершил первый полет в сентябре 1935 года. Серийное производство начато в марте 1938 года на заводе «Хейнкель» в Ростоке.

## Испытания и служба
Проходил фронтовые испытания в Испании с декабря 1936 по июль 1937 года. Самолёт состоял на вооружении в Германии с июля 1938 года, в Испании с ноября 1938 года. Во время Второй мировой войны самолёты дислоцировались в Марокко, выполняя задачи по перехвату вторгавшихся в воздушное пространство иностранных самолётов. Стоял на вооружении румынских ВВС с сентября 1939 года. Использовался в конфликте с Венгрией в Трансильвании в августе 1940 года, в июне — сентябре 1941 года — в боевых действиях против СССР в Молдавии и на Украине. Япония в период 1937—1938 годов закупила 30 самолётов, которые были приняты на вооружение в морскую авиацию в испытательных целях.

## Тактико-технические характеристики
Приведённые ниже характеристики соответствуют модификации Hе.112B-0:
Вооружение:
Источник данных: "Уголок неба"

Технические характеристики
- Экипаж: 1 пилот
- Длина: 9,30 м
- Размах крыла: 9,10
- Высота: 3,80 м
- Площадь крыла: 17,0 м²
- Масса пустого: 1621 кг
- Нормальная взлётная масса: 2250 кг
- Силовая установка: 1 × поршневой жидкостного охлаждения Junkers Jumo-210Eа
- Мощность двигателей: 1 × 680 л.с. (1 × 500 кВт)

Лётные характеристики
- Максимальная скорость: 510 км/ч
- Крейсерская скорость: 480 км/ч
- Практическая дальность: 1100 км
- Практический потолок: 8300 м
- Скороподъёмность: 770 м/мин
- Длина разбега: 325 м

Вооружение
- Стрелково-пушечное:  две крыльевые 20-мм пушки МG-FF и два синхронных 7.92-мм  пулемета МG-17, 
 до шести 10кг бомб